# Ключ 67
| 文                     | 文           | 文           |
| ---------------------- | ------------ | ------------ |
| 66                     | 67           | 68           |
| Піньінь:               | wén          | wén          |
| Чжуїнь:                | ㄨㄣˊ        | ㄨㄣˊ        |
| Вейд-Джайлз:           | wen2         | wen2         |
| Ютпхін:                | man4, man6   | man4, man6   |
| Он:                    |              |              |
| Кун:                   |              |              |
| Кандзі:                | 文繞 bunnyō  | 文繞 bunnyō  |
| Хун:                   | 글월 geurwol | 글월 geurwol |
| Им:                    | 문 mun       | 문 mun       |
| Індекс у Вікісловнику: | 文           | 文           |

Ключ 67 — ієрогліфічний ключ, що означає література і є одним із 34 (загалом існує 214) ключів Кансі, що складаються з чотирьох рисок.
У Словнику Кансі 26 символів із 40 030 використовують цей ключ.

## Символи, що використовують ключ 67

Як писати ієрогліф.

| без додаткових | 文       |
| 6 додаткових   | 斊 斋    |
| 7 додаткових   | 斍 斏    |
| 8 додаткових   | 斌 斐 斑 |
| 9 додаткових   | 斒       |
| 12 додаткових  | 斓       |
| 15 додаткових  | 斔       |
| 17 додаткових  | 斕       |
| 19 додаткових  | 斖       |